# ABC (少年隊の曲)
「ABC」（エービーシー）は、少年隊の7枚目のシングル。

## 解説
- 少年隊自身、オリコンチャートでシングル通算6曲目の首位を獲得。
- 3番目のサビ部分で、少年隊3人揃ってマイクスタンドを足で蹴り飛ばすパフォーマンスを見せていた。
- 1988年1月28日放送のTBSテレビ『ザ・ベストテン』（1月月間ベストテン第4位・週間ベストテン第10位）で、少年隊はオーストラリアのアデレードから衛星放送生中継で出演。しかし、同曲の歌唱中に現地テレビ局の電波と中継用の衛星回線が混線したことにより、少年隊の映像から突如現地のドラマの映像に変わってしまうというアクシデントが発生した。
- 8センチCDとして、1991年2月10日に再販された。
- 2002年2月にリリースされた嵐の7枚目のシングル『a Day in Our Life』にて、「ABC」のホーンセクションの部分が、サンプリングされ収録されている。

## 収録曲
Side A
1. ABC (4:09)
作詞：松本隆、作曲：筒美京平、編曲：船山基紀
2. ABC (カラオケ) (シングルカセットのみ収録)

Side B
1. 自然にKISSして
作詞：松本隆、作曲：筒美京平、編曲：船山基紀
2. 自然にKISSして (カラオケ) (シングルカセットのみ収録)